# Love me, I love you
love me, I love you – siedemnasty singel japońskiego zespołu B’z, wydany 7 lipca 1995 roku. Osiągnął 1 pozycję w rankingu Oricon i pozostał na liście przez 17 tygodni, sprzedał się w nakładzie 1 393 570 egzemplarzy. Singel zdobył status płyty Milion.
Utwór tytułowy został wykorzystany jako piosenka przewodnia TV dramy Gekai hiiragi mata Saburō (jap. 外科医柊又三郎) stacji TV Asahi.

## Lista utworów
| Nr | Tytuł                 | Czas |
| -- | --------------------- | ---- |
| 1. | „love me, I love you” | 3:19 |
| 2. | „Tōkyō” (jap. 東京)   | 4:08 |

## Muzycy
- Tak Matsumoto: gitara, kompozycja i aranżacja utworów
- Kōshi Inaba: wokal, teksty utworów
- Masao Akashi: gitara basowa (#2), aranżacja (#2)
- Jun Aoyama: perkusja
- Daisuke Ikeda: aranżacja
- Akira Onozuka: fortepian (#2)
- Kazuki Katsuta: saksofon (#1)
- Shirō Sasaki: trąbka (#1)
- Futoshi Kobayashi: trąbka (#1)
- Hideaki Nakaji: puzon (#1)
- Reiko Iwakiri: chórek (#1)
- Shin’ichi Furukawa: chórek (#2)
- Hiiro Strings: instrumenty smyczkowe

## Notowania
| Lista                                  | Pozycja |
| -------------------------------------- | ------- |
| Oricon Weekly Singles Chart            | 1       |
| Oricon Monthly Singles Chart           | 1       |
| Oricon Yearly Singles Chart (rok 1995) | 14      |